# VDI 3894
Die Richtlinienreihe VDI 3894 ist eine Reihe technischer Standards des Vereins Deutscher Ingenieure (VDI). Sie beschäftigt sich mit den von Tierhaltungsanlagen ausgehenden Emissionen. In den ihr zugehörigen VDI-Richtlinien werden Emissionsminderungsmaßnahmen, Emissionsfaktoren und Abstandsberechnungen beschrieben. Zuständig für die Richtlinienreihe ist der Fachbereich „Umweltschutztechnik“ der Kommission Reinhaltung der Luft.

## Allgemeines
Die Richtlinienreihe besteht zurzeit aus zwei Blättern, die im September 2011 (VDI 3894 Blatt 1 Emissionen und Immissionen aus Tierhaltungsanlagen – Haltungsverfahren und Emissionen – Schweine, Rinder, Geflügel, Pferde) und November 2012 (VDI 3894 Blatt 2 Emissionen und Immissionen aus Tierhaltungsanlagen – Methode zur Abstandsbestimmung – Geruch) veröffentlicht wurden.  Die Veröffentlichung der Entwurfsfassungen beider Blätter wurde im Bundesanzeiger angekündigt. Mit Veröffentlichung von Blatt 2 der Richtlinienreihe wurden die Richtlinien VDI 3471 Emissionsminderung –  Tierhaltung –  Schweine und VDI 3472 Emissionsminderung –  Tierhaltung –  Hühner, beide vom Juni 1986, sowie die Richtlinienentwürfe VDI 3473 Blatt 1 Emissionsminderung – Tierhaltung: Rinder – Geruchsstoffe vom November 1994 und VDI 3474 Emissionsminderung – Tierhaltung – Geruchsstoffe vom März 2001 zurückgezogen. Beide Richtlinien der Richtlinienreihe VDI 3894 sind Bestandteil des Bands 3 des VDI/DIN-Handbuchs Reinhaltung der Luft, auf das in der TA Luft verwiesen wird. Ebenso gehören beide Richtlinien zum VDI-Handbuch Nutztierhaltung. Die Richtlinien sind zweisprachig (deutsch/englisch), wobei die deutsche Sprachfassung verbindlich ist. Sie können über DIN Media bezogen werden. Die deutsche Sprachfassung der Richtlinie ist darüber hinaus in der dritten Auflage des beim Verlag C. H. Beck veröffentlichten Kommentar zur Baunutzungsverordnung (ISBN 978-3-406-64655-3) abgedruckt.

## Inhalt
In Blatt 1 wird der Stand der Technik bei der Haltung der im Richtlinientitel aufgeführten Tierarten aufgezeigt. Hinzu kommt die Festlegung von Konventionswerten für Emissionsfaktoren von Geruchsstoffen, Ammoniak und Staub. Darüber hinaus werden die Möglichkeiten beschrieben und bewertet, wie Emissionen aus Tierhaltungsanlagen gemindert werden können. Sie soll bei der immissionsschutzrechtlichen Bewertung der Haltung von Nutztieren in Stallungen Anwendung finden.
In Blatt 2 wird ein neues und vereinfachtes Abstandsmodell dargestellt, mit dem Gerüche auf Basis einer Abstandsregelung beurteilt werden können. Die Richtlinie soll bei der immissionsschutzrechtlichen Bewertung der Haltung von Nutztieren in Stallungen Anwendung finden. Das Kuratorium für Technik und Bauwesen in der Landwirtschaft hat auf der Basis des in der Richtlinie vorgestellten Rechenmodells einen Abstandsrechner entwickelt und auf seinen Internetseiten bereitgestellt.

## Einzelbelege
1. ↑  VDI-Richtlinie: VDI 3894 Blatt 1 Emissionen und Immissionen aus Tierhaltungsanlagen - Haltungsverfahren und Emissionen - Schweine, Rinder, Geflügel, Pferde
2. ↑  VDI-Richtlinie: VDI 3894 Blatt 2 Emissionen und Immissionen aus Tierhaltungsanlagen - Methode zur Abstandsbestimmung - Geruch
3. ↑  VDI-Richtlinie: VDI 3471 Emissionsminderung; Tierhaltung; Schweine
4. ↑  VDI-Richtlinie: VDI 3472 Emissionsminderung -  Tierhaltung -  Hühner
5. ↑  VDI-Richtlinie: VDI 3473 Blatt 1 Emissionsminderung - Tierhaltung: Rinder - Geruchsstoffe
6. ↑  VDI-Richtlinie: VDI 3474 Emissionsminderung - Tierhaltung - Geruchsstoffe
7. ↑  Martin Kamp: Neue Richtlinie VDI 3894 ersetzt Richtlinienreihe VDI 3471. Agrar- und Umweltrecht, Ausgabe 8/2013, Seite 294–300.
8. ↑  Erste Allgemeine Verwaltungsvorschrift zum Bundes-Immissionsschutzgesetz vom 24. Juli 2002 (GMBl. S. 511), Abschnitt 5.1.1
9. ↑  Abstandsrechner - Beurteilung von Geruchsimmissionen im Umfeld von Tierhaltungsanlagen nach Richtlinie VDI 3894 Blatt 2